# Peñarol - Lavalleja

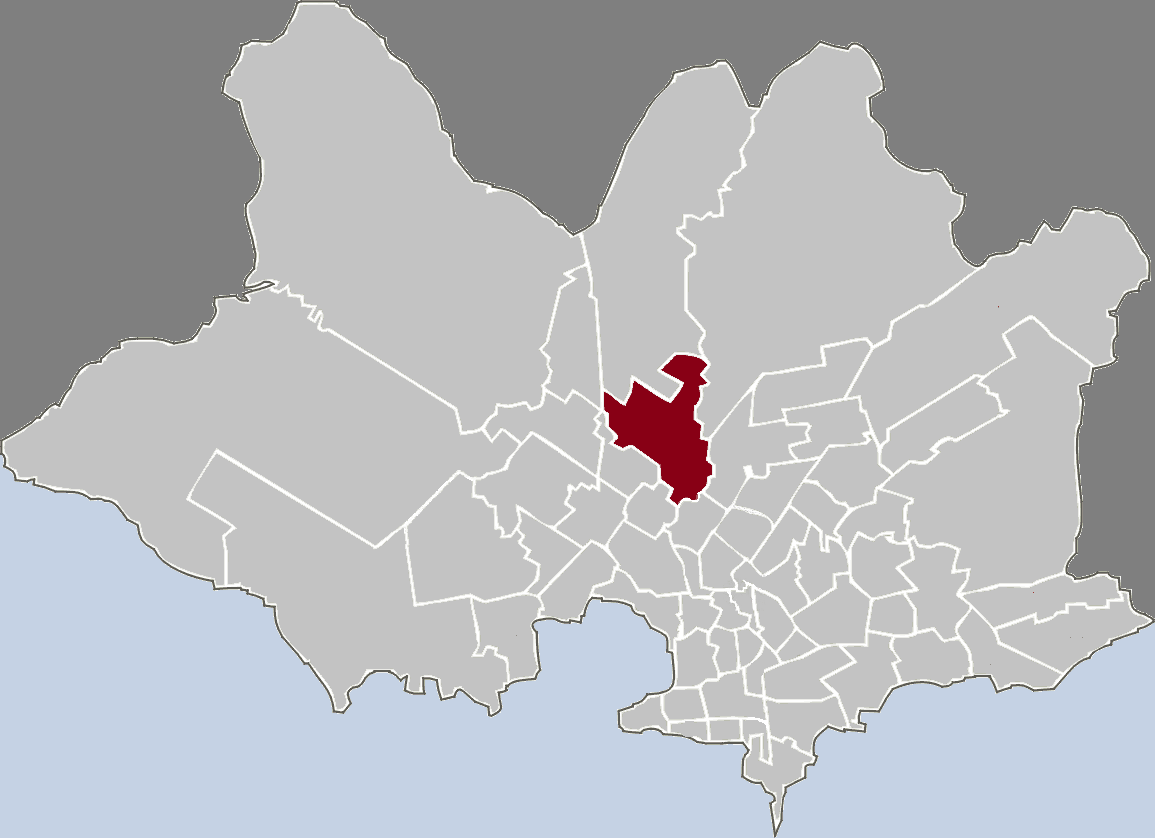
Lage von Peñarol - Lavalleja innerhalb des Stadtgebietes von Montevideo

Peñarol - Lavalleja ist ein Stadtviertel (Barrio) der uruguayischen Hauptstadt Montevideo.

## Lage
Das Barrio Peñarol - Lavalleja liegt im zentralen Nordwesten des Departamentos Montevideo. Es grenzt nach Angaben des Instituto Nacional de Estadística (INE) im Norden an das Barrio Colón Sureste - Abayubá, im Westen an Colón Centro y Noroeste und Sayago, südlich an Paso de las Duranas und Aires Puros sowie im Osten an Casavalle und Manga - Toledo Chico. Das Stadtviertel Peñarol - Lavalleja setzt sich aus den Barrios Peñarol und Lavalleja zusammen.